# بفنیوم هیدروکسی نفتوات
بفنیوم هیدروکسی نفتوات (به انگلیسی: Bephenium hydroxynaphthoate) دارویی است که برای درمان آنکی لوستومیاز (کرم‌های قلابدار)، آسکاریدوز و تریکواسترنژیلوئیدوز استفاده می‌شود.

## احتیاط‌ها
برای کودکان عقب افتاده، آنمیک، و دزئیدراته پیش از تجویز دارو باید درمانهای لازم انجام شود.